# Anders Tottie (ämbetsman)
Anders Wilhelm Reinhold Tottie, född 26 april 1902 i Hedvig Eleonora församling i Stockholms stad, död 27 september 1995 i Strängnäs domkyrkoförsamling i Södermanlands län, var en svensk ämbetsman.

## Biografi
Tottie avlade studentexamen i Stockholm 1920 och juris kandidat-examen vid Uppsala universitet 1925, varpå han tjänstgjorde vid Svea hovrätt 1925 och gjorde tingstjänstgöring i Östersysslets domsaga 1925–1928. Han tjänstgjorde vid Socialdepartementet 1928–1947: däribland som amanuens 1929–1930, som förste amanuens 1930–1937, som tillförordnad andre kanslisekreterare 1935–1937, som förste kanslisekreterare 1937–1946, som föredragande i Regeringsrätten från 1937, som tillförordnat kansliråd från 1940, som chef för Landsstatsbyrån 1940–1947 och som kansliråd från 1946. Åren 1947–1954 var han chef för Landsstatsbyrån i Inrikesdepartementet. Sina främsta insatser gjorde han i fråga om en ny kommunindelning och länsstyrelsernas ändrade organisation, som trädde i kraft 1953. Tottie var landshövding i Jämtlands län 1954–1969.
Tottie tjänstgjorde därtill i en rad statliga utredningar.
Anders Tottie var son till expeditionschefen Gustaf Tottie och Anna Rettig. Han gifte sig 1932 med Margareta Thoresen (född 1903). Brodern Malcolm Tottie var läkare.

## Utmärkelser
- Riddare av Vasaorden, 1942.[5]
- Riddare av Nordstjärneorden, 1945.[6]
- Kommendör av Nordstjärneorden, 15 november 1949.[7]
- Kommendör av första klassen av Nordstjärneorden, 5 juni 1954.[8]
- Kommendör med stora korset av Nordstjärneorden, 6 juni 1966.[9]